# International Professional Cycling Teams
De IPCT (International Professional Cycling Teams) is de vereniging van ProTour-wielerploegen. De IPCT wordt voorgezeten door Patrick Lefevere. Het IPCT heeft een ethische code opgesteld rond dopinggebruik in het peloton. Eind 2006 werd Discovery Channel uit de vereniging gezet omdat ze deze code overtrad door Ivan Basso aan te trekken. De code beveelt dat de wielerploegen geen verdachten uit de dopingzaak Operación Puerto aantrekken.